# Batocera rufomaculata
Batocera rufomaculata là một loài bọ cánh cứng trong họ Cerambycidae.

## Hình ảnh

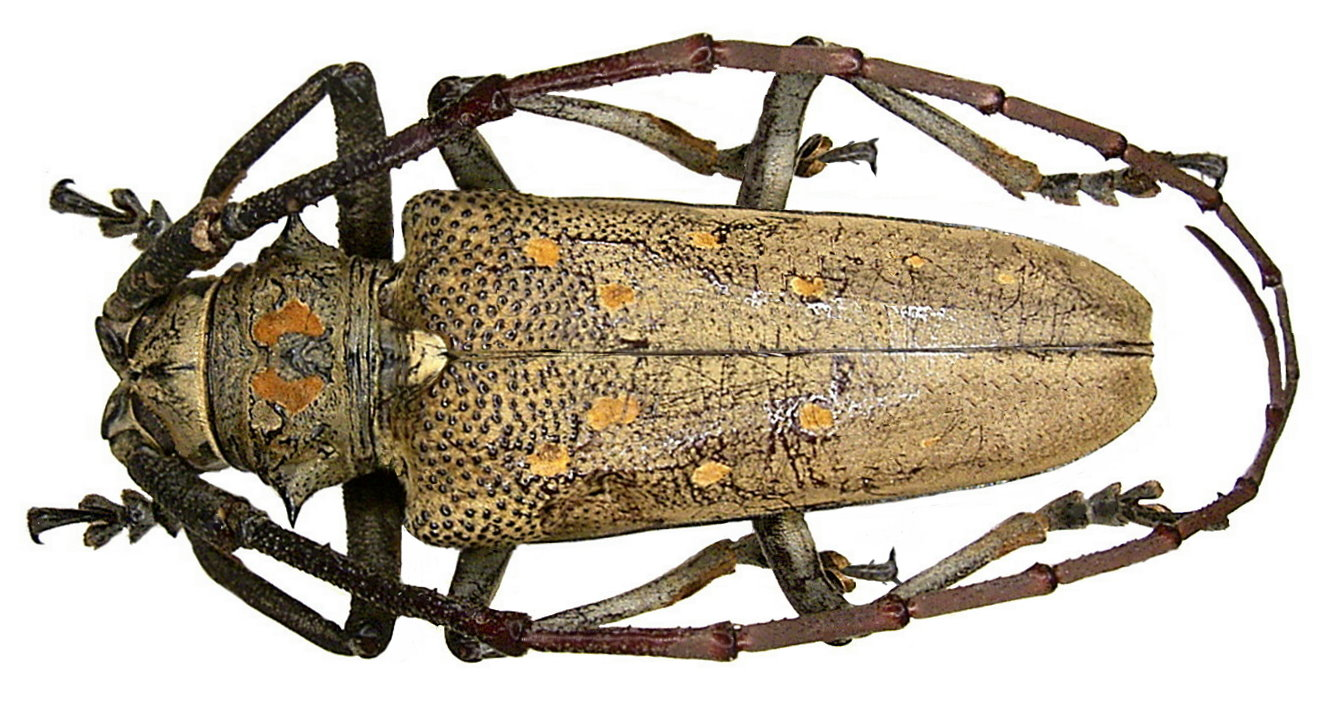
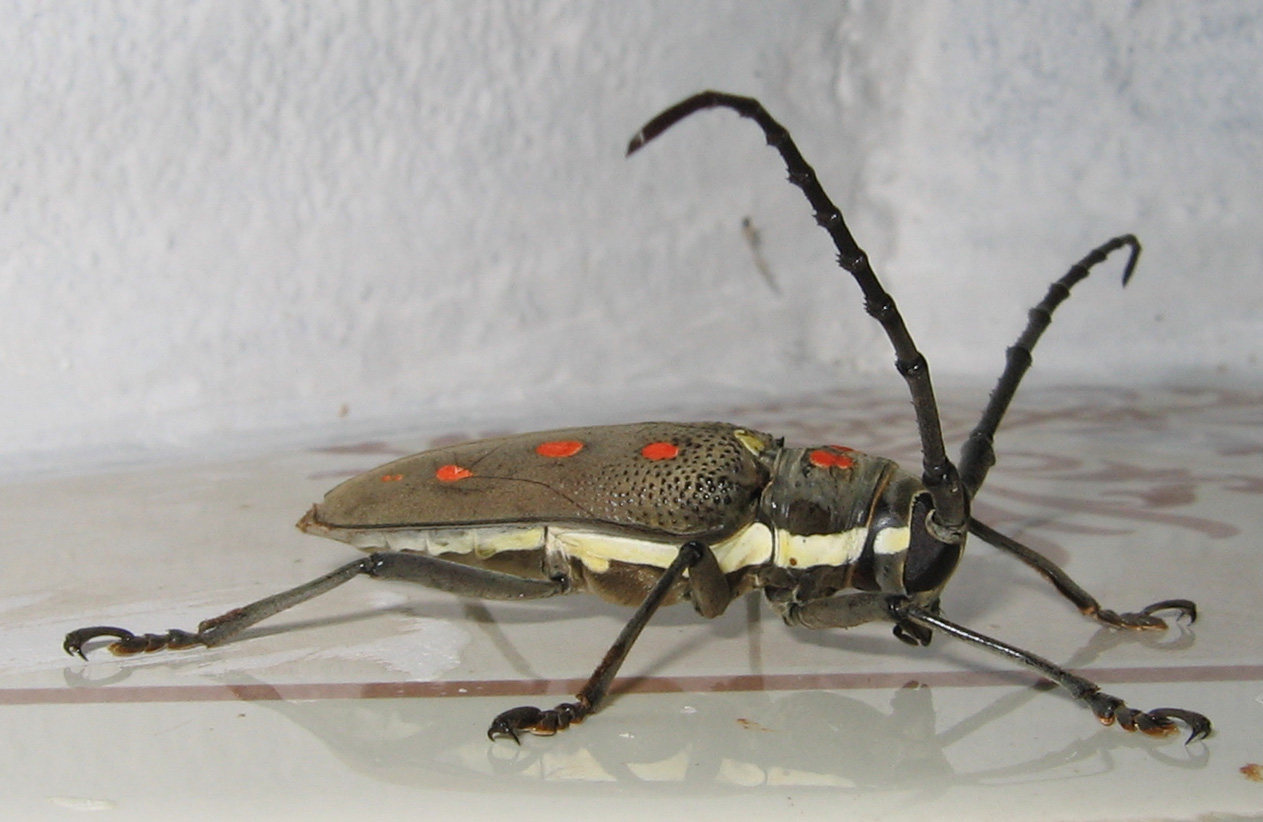
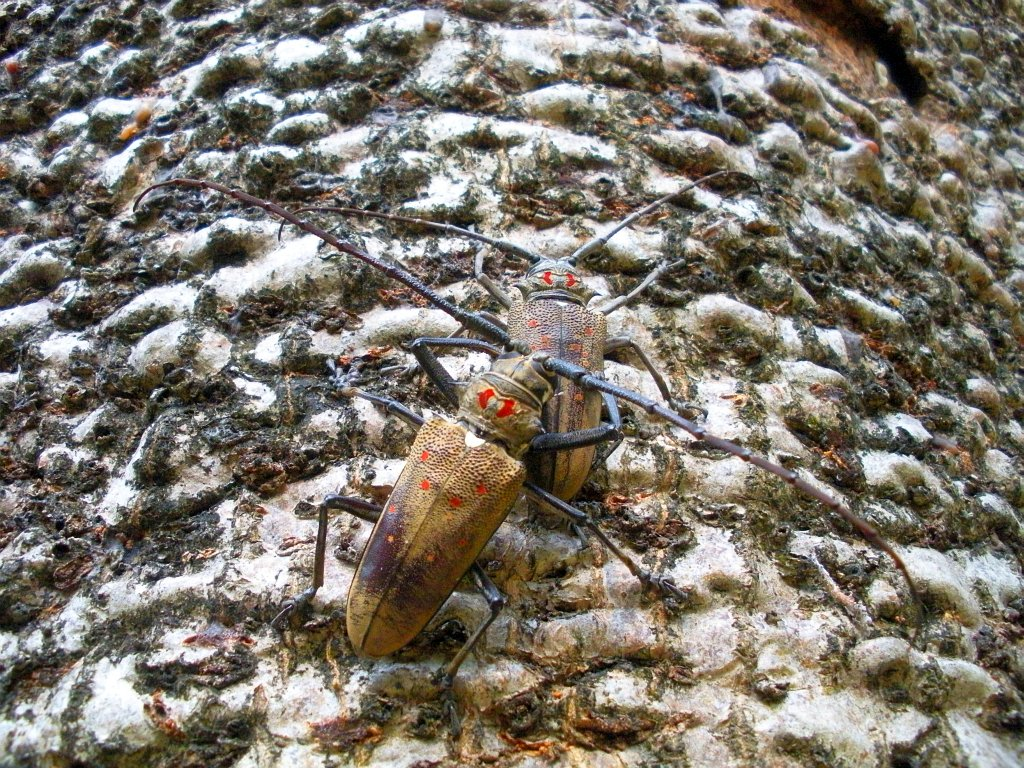
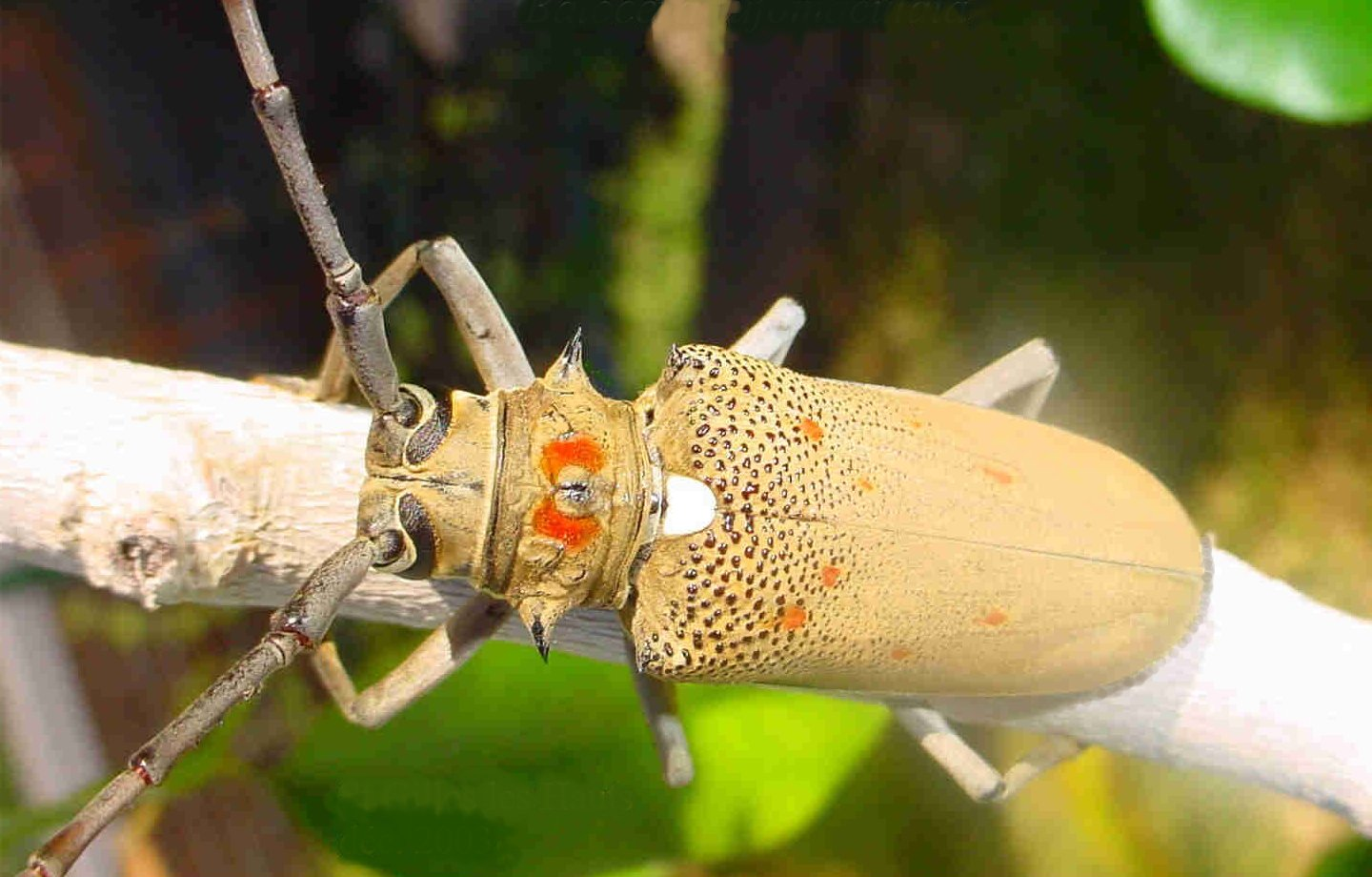
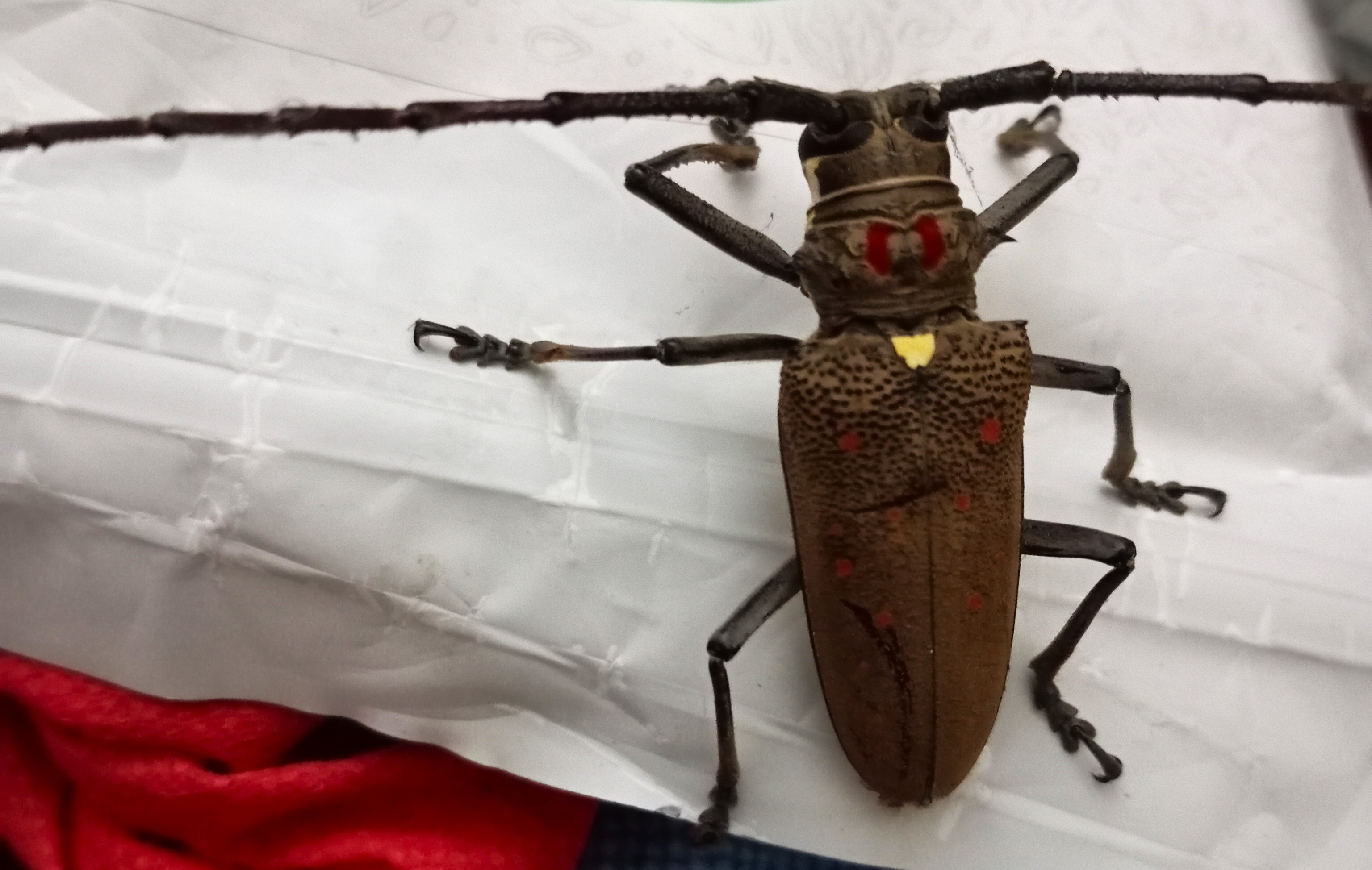